# Frank Clement (racerförare)
Frank Clement (1886–1970) var en brittisk racerförare.
Clement arbetade som testförare åt Bentley Motors Ltd. Han kom på fjärde plats i det första Le Mans-loppet 1923, tillsammans med John Duff i kanadensarens privatanmälda Bentley. Året därpå vann de tävlingen.
Clement körde alla påföljande Le Mans-lopp för Bentley fram till 1930.